# Guajaray
Guajaray es una localidad rural perteneciente al Municipio de Álamos ubicada en el sureste del estado mexicano de Sonora cercana a los límites divisorios con los estados de Chihuahua y Sinaloa. El pueblo es lugar de residencia de un importante número de gente indígena guarijía. Según los datos del Censo Poblacional y de Vivienda realizado en 2020 por el Instituto Nacional de Estadística y Geografía (INEGI), Guajaray tiene un total de 242 habitantes. Fue fundada en 1797, al expedirse estas tierras a nombre de Bartolomé Salido y Exodar.
En el año de 1976 el gobierno de México nombró al asentamiento como un ejido. En la localidad se encuentra una población importante de gente indígena guarijío.